# فرودگاه داخلی شهر کابانکالان
فرودگاه داخلی شهر کابانکالان  یک فرودگاه همگانی است . این فرودگاه در شهر کابانکالان کشور فیلیپین قرار دارد و در ارتفاع ۳۵ متری از سطح دریا واقع شده است.